# Paso Carrion
Der Paso Carrion ist ein Gebirgspass auf der Jason-Halbinsel an der Oskar-II.-Küste des Grahamlands auf der Antarktischen Halbinsel. Er liegt nördlich der Hoffman-Nunatakker, westlich des Castells-Ortiz-Nunatak und südwestlich des Mount Del Valle.
Argentinische Wissenschaftler benannten ihn. Der weitere Benennungshintergrund ist nicht überliefert.